# Zarząd Dróg Miasta Krakowa
Zarząd Dróg Miasta Krakowa (ZDMK) – powstała 1 listopada 2018 roku w wyniku reorganizacji ZIKiTu jednostka organizacyjna samorządu Krakowa, powołana w celu organizacji i utrzymania dróg publicznych.

## Historia
W związku z uchwałą nr CVIII/2809/18 Rady Miasta Krakowa z dnia 29 sierpnia 2018 roku w sprawie reorganizacji ZIKiTu 1 listopada 2018 r. powstał Zarząd Dróg Miasta Krakowa. Siedziba zarządu znajduje się na ul. Centralnej.

## Działalność
Zadaniem ZDMK jest m.in.:
- pełnienie funkcji zarządu dróg publicznych: krajowych (z wyjątkiem autostrad i dróg ekspresowych), wojewódzkich, powiatowych, gminnych;
- zarządzanie działkami położonymi na terenach stanowiących własność i pozostających we władaniu Gminy Miejskiej Kraków lub Skarbu Państwa;
- sprawowanie zarządu gruntami w pasie drogowym dróg publicznych oraz prowadzenie gospodarki tymi gruntami, a także koordynowanie gospodarowania innymi nieruchomościami;
- utrzymanie ścieżek i szlaków rowerowych oraz infrastruktury rowerowej;
- realizacja projektów organizacji ruchu; umieszczanie i utrzymanie znaków drogowych, oświetlenia, urządzeń sygnalizacji świetlnej, urządzeń sygnalizacji dźwiękowej oraz urządzeń bezpieczeństwa ruchu drogowego;
- zarządzanie oświetleniem ulic, placów i dróg publicznych oraz oświetlenie dróg, a także terenów będących w zarządzie Gminy Miejskiej Kraków, a także iluminacja wybranych elementów krajobrazu miasta[1].